# Kleinrinderfeld
Kleinrinderfeld é um município da Alemanha, situado no distrito de Würzburgo, no estado da Baviera. Tem 7,74 km² de área, e sua população em 2019 foi estimada em 2.099 habitantes.